# MJPEG
MJPEG (Motion JPEG) je formát kódování videa, který je nejčastěji používán v digitálních a IP kamerách. Každý snímek je zde komprimován zvlášť podle standardu JPEG. MJPEG samotný nemá oficiální standard. Implementuje jej však několik kodeků – mezi nimi především knihovna libavcodec z frameworku FFmpeg. Z absence standardu vyplývají problémy možné vzájemné nekompatibility těchto kodeků. Všechny zkomprimované snímky jsou zde klíčové, což má výhodu rychlého posunu ve videu. Tato vlastnost jej činí vhodným pro použití při úpravách videa. Nevýhodou je větší velikost výsledného videa např. ve srovnání s formátem MPEG-4 ASP.